# Meduza Island
Meduza Island (englisch; bulgarisch остров Медуза ostrow Medusa, deutsch ‚Qualleninsel‘) ist eine teilweise vereiste, in südwest-nordöstlicher Ausrichtung 670 m lange und 434 m breite Insel in der Gruppe der Dannebrog-Inseln im Wilhelm-Archipel vor der Graham-Küste des Grahamlands auf der Antarktischen Halbinsel. Sie liegt 3,18 km südwestlich von Kosatka Island, 509 m westnordwestlich von Greblo Island, 2,33 km nordwestlich der Rollet-Insel, 1,26 km ostnordöstlich von Yastreb Island und 1,4 km südöstlich von Tyulen Island.
Britische Wissenschaftler kartierten sie 2001. Die bulgarische Kommission für Antarktische Geographische Namen benannte sie 2020 deskriptiv, da sie in ihrer Form entfernt an eine Qualle erinnert.